# David Neres
David Neres Campos, född 3 mars 1997, är en brasiliansk fotbollsspelare som sedan 2024 spelar för italienska Napoli. 

## Klubbkarriär
I januari 2017 värvades Neres av Ajax, där han skrev på ett 4,5-årskontrakt. Neres debuterade i Eredivisie den 26 februari 2017 i en 4–1-vinst över Heracles, där han blev inbytt i den 72:a minuten mot Kasper Dolberg.
Den 14 januari 2022 värvades Neres av ukrainska Sjachtar Donetsk. Det blev inget spel i Sjachtar Donetsk för Neres på grund av Rysslands invasion av Ukraina. Den 20 juni 2022 värvades Neres av portugisiska Benfica, där han skrev på ett femårskontrakt.
Den 21 augusti 2024 värvades Neres av Napoli, där han skrev på ett fyraårskontrakt med option på ytterligare ett år.

## Landslagskarriär
Neres debuterade för Brasiliens landslag den 26 mars 2019 i en 3–1-vinst över Tjeckien, där han blev inbytt i den 63:e minuten mot Richarlison. I maj 2019 blev Neres uttagen i Brasiliens trupp till Copa América 2019.